# American Saturday Night
American Saturday Night è l'ottavo album in studio dell'artista di musica country Brad Paisley. L'album è stato pubblicato il 30 giugno 2009 dall'etichetta discografica Arista Nashville.
Il disco è stato interamente prodotto da Frank Rogers e ha riscosso un grande successo negli Stati Uniti, dove ha raggiunto la seconda posizione della classifica ufficiale e il vertice della classifica dedicata agli album country.

## Tracce
CD (Arista 88697473522 (Sony) / EAN 0886974735229)
1. American Saturday Night – 4:34 (Ashley Gorley, Kelley Lovelace, Brad Paisley)
2. Everybody's Here – 3:31 (Brad Paisley, Jim Beavers, Chris DuBois)
3. Welcome to the Future – 5:52 (Brad Paisley, Chris DuBois)
4. Then – 5:21 (Ashley Gorley, Brad Paisley, Chris DuBois)
5. Water – 4:21 (Kelley Lovelace, Brad Paisley, Chris DuBois)
6. She's Her Own Woman – 4:29 (Brad Paisley, Jody Harris, Kenny Lewis)
7. Welcome to the Future (Reprise) – 1:19 (Brad Paisley, Chris DuBois)
8. Anything Like Me – 4:13 (Brad Paisley, Chris DuBois, Dave Turnbull)
9. You Do the Math – 4:36 (Tim Owens, Robert Arthur, Brad Paisley)
10. No – 4:20 (Bill Anderson, Brad Paisley, Jon Randall)
11. Catch All the Fish – 4:08 (Ashley Gorley, Brad Paisley, Chris DuBois)
12. Oh Yeah, You're Gone – 5:36 (Robben Ford, Brad Paisley)
13. The Pants – 4:36 (Tim Owens, Brad Paisley, Chris DuBois)
14. I Hope That's Me – 3:40 (Tim Owens, Brad Paisley, Chris DuBois)
15. Back to the Future – 1:30 (Brad Paisley)

Durata totale: 62:06

## Classifiche
| Classifica (2009)                 | Posizione raggiunta |
| --------------------------------- | ------------------- |
| U.S. Billboard 200 (Stati Uniti)  | 2                   |
| U.S. Country Albums (Stati Uniti) | 1                   |